# Krzyże Eleonory
Krzyże Eleonory – seria dwunastu monumentalnych gotyckich pomników wzniesionych w końcu XIII w. przez króla Anglii Edwarda I na trasie, którą podążał z Lincoln do Londynu orszak z ciałem jego zmarłej żony Eleonory kastylijskiej. Do czasów współczesnych zachowały się trzy z nich: w Geddington, Hardingstone i Waltham Cross.

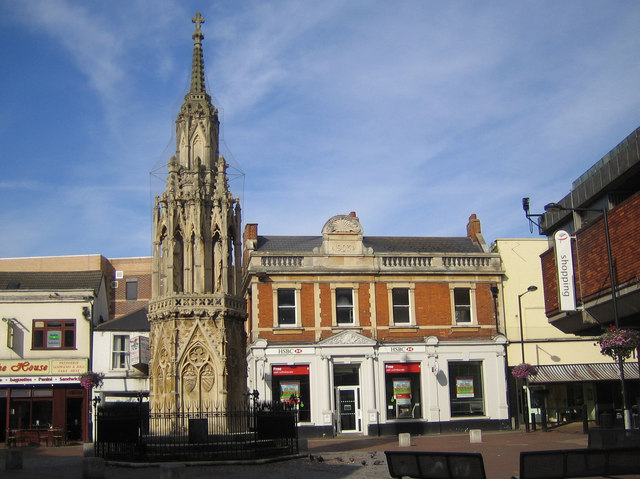
Krzyż w Waltham Cross

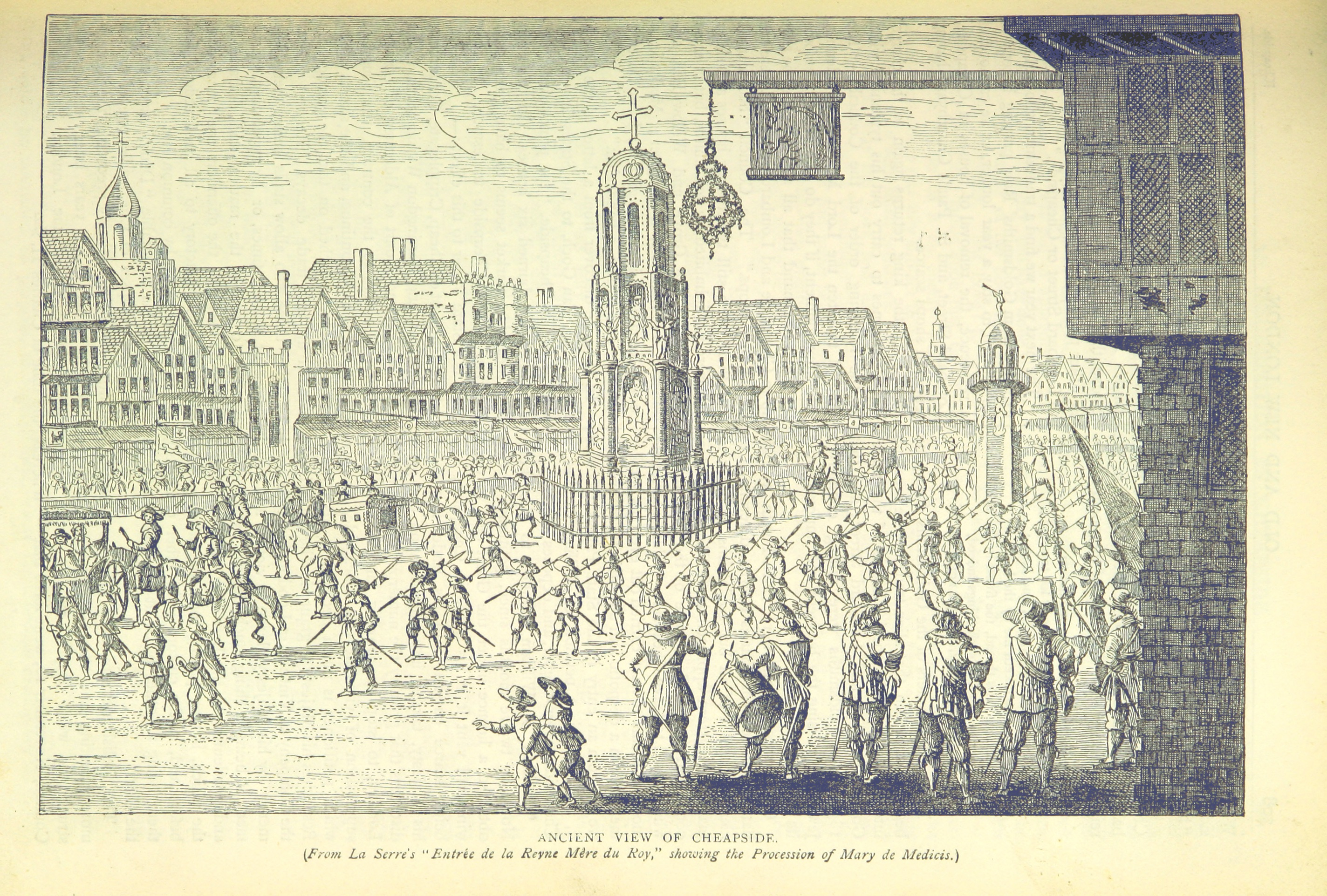
Dawny krzyż w Westcheap

Mapa rozmieszczenia krzyży

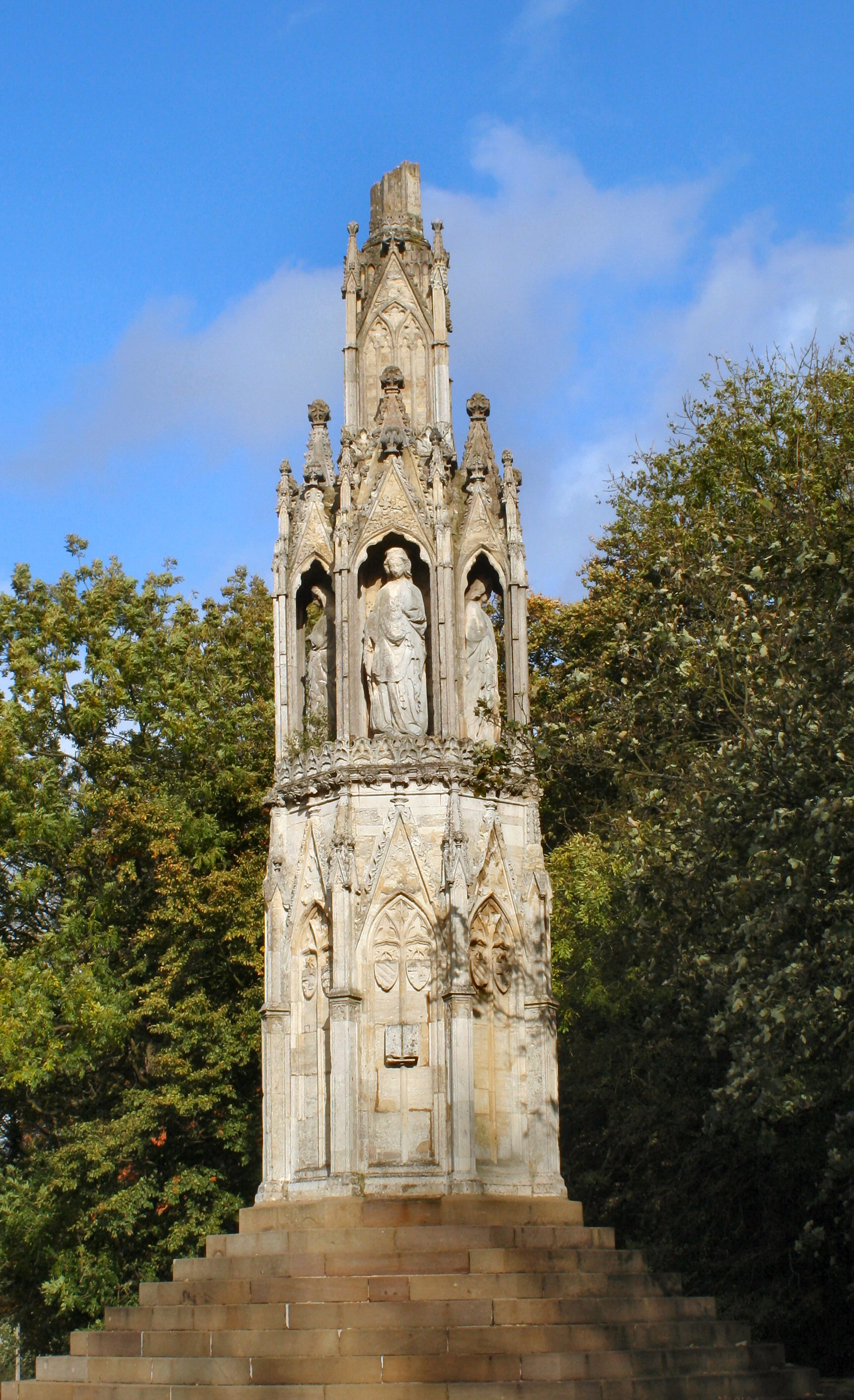
Krzyż w Hardingstone

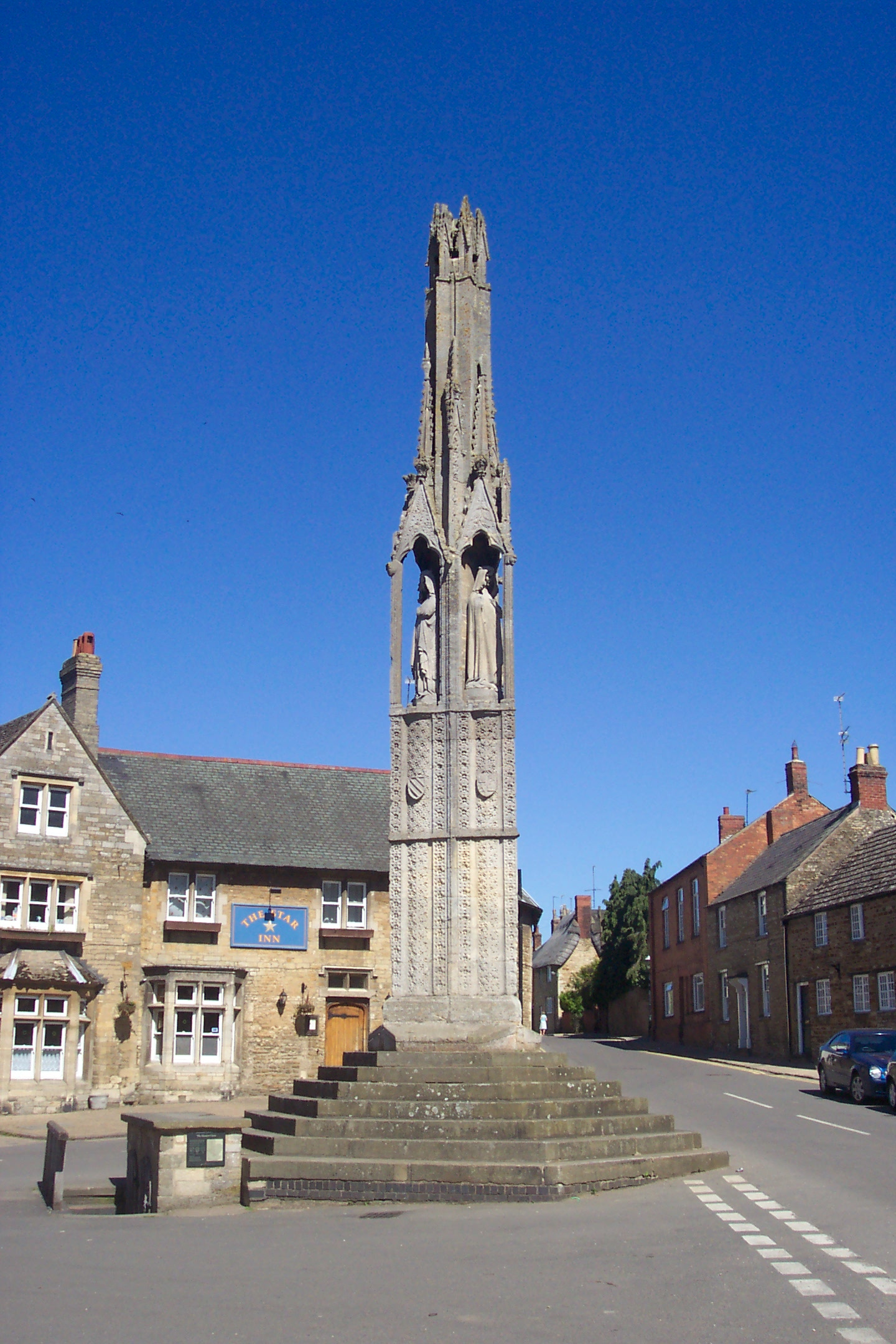
Krzyż w Geddington

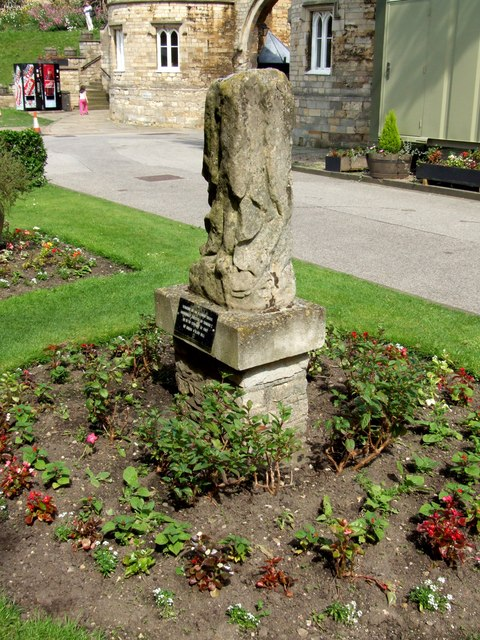
Podstawa krzyża w Lincoln

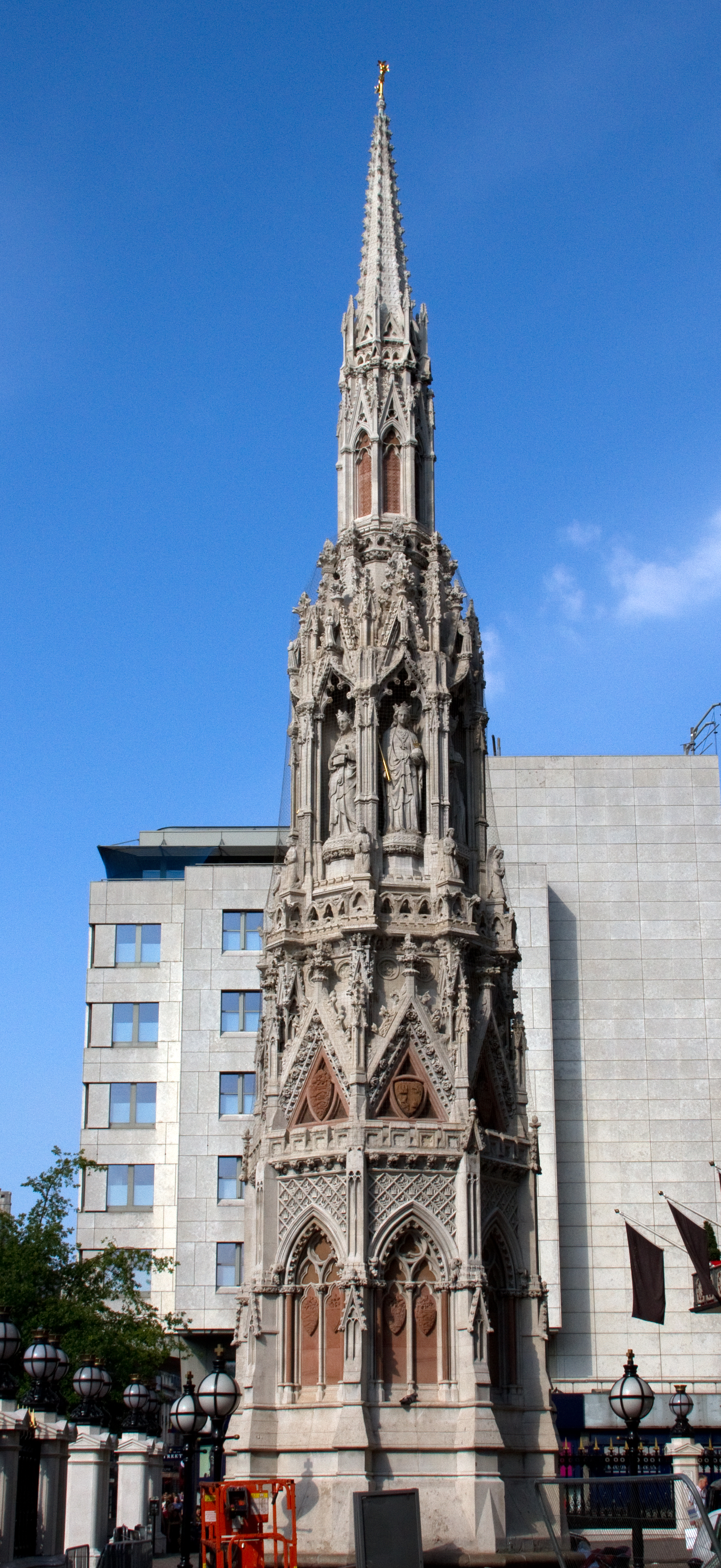
Zrekonstruowany krzyż w Charing Cross

## Historia
Małżeństwo króla Anglii Edwarda I i Eleonory kastylijskiej uznaje się za szczęśliwe. Eleonora nie opuszczała Edwarda w jego podróżach, a podczas jednej z nich, 28 listopada 1290 r. zmarła w Harby, w pobliżu Lincoln. Wnętrzności Eleonory pochowano w katedrze w Lincoln, natomiast zabalsamowane ciało zostało przeniesione z tego miasta przez powoli poruszający się orszak do Opactwa Westminsterskiego pod Londynem, gdzie je pochowano (serce umieszczono w londyńskim klasztorze dominikanów). Edward postanowił uczcić zmarłą żonę poprzez ustawienie serii dwunastu pomników w miejscach, w których orszak wiozący jej ciało zatrzymywał się na nocny odpoczynek, ponadto w Lincoln i Westminsterze wykonano przepyszne, bliźniacze nagrobki.
Postawione krzyże miały pełnić funkcję cenotafów i nakłaniać do modlitwy za duszę Eleonory. Jednocześnie stanowiły też widoczną oznakę prestiżu dynastii (ich koszt był bardzo wysoki – łącznie z nagrobkami wyniósł 2200 funtów) – wzorem dla Edwarda były zapewne pamiątkowe krzyże postawione na drodze z Paryża do Saint-Denis, którą przenoszono ciało zmarłego w 1270 r. króla Francji Ludwika IX Świętego (wcześniej, w 1223 r., podobnie uczczono ostatnią drogę innego króla francuskiego, Filipa II Augusta).
W kolejnych stuleciach większość krzyży została zlikwidowana lub zniszczona, głównie podczas angielskiej wojny domowej w latach 40. XVII w. przez zwolenników parlamentu jako symbole katolicyzmu. Do czasów współczesnych zachowały się trzy oryginalne krzyże (w Geddington, Hardingstone i Waltham Cross) oraz relikty lub pozostałości kilku innych. Krzyż w Charing Cross zrekonstruowano w XIX w. Wiele z nieistniejących zostało upamiętnionych tablicami, a w Stamford ustawiono na miejscu jednego z nich nowoczesny pomnik.

## Opis
Krzyże zostały wzniesione w latach 1291–1294 w formie kilkunastometrowych, monumentalnych, bogato zdobionych iglic. Podobieństwo ocalałych krzyży wskazuje, że były one wykonywane według podobnego planu, ale istnieją między nimi różnice, wynikające z faktu że wychodziły one spod rąk różnych mistrzów murarskich. Ich przekrój jest wielokątny (w Hardingstone i Waltham Cross ośmiokątny, w Geddington trójkątny), zaś bazy są umieszczone na podstawach ze stopniami. Dolne części wielokątnych słupów są pełne, w środkowych natomiast pod otwartymi baldachimami znajdują się wielkoskalowe posągi królowej Eleonory (trzy w Geddington, cztery w Hardingstone, sześć w Waltham Cross). Całość wieńczą iglice, pierwotnie zapewne każda z krzyżem na szczycie (nie zachował się żaden z nich). Wśród licznych zdobień znajdowały się herby krajów związanych z Eleonorą (Anglii, Kastylii, Leónu i Ponthieu – w dolnej części budowli), liczne ornamenty, pinakle, ślepe maswerki i laskowania. Na krzyżu w Hardingstone znajdują się wyrzeźbione otwarte księgi – zapewne początkowo z namalowaną zawartością (być może też większe elementy pomników były malowane). Najbliższe Londynowi krzyże, w Westcheap i Charing były najbogatsze, do ich budowy wykorzystano w największym stopniu cenny marmur z Purbeck.
Lista krzyży:
| Lokalizacja                                                                                                 | Stan |
| --- | --- |
| Lincoln (Lincolnshire) 53°12′51″N 0°32′47″W/53,214167 -0,546389                                             | Zniszczony, zachowany jedynie fragment dolnej części jednego z posągów, obecnie znajdujący się na zamku w Lincoln. |
| Grantham (Lincolnshire) 52°54′37″N 0°38′25″W/52,910278 -0,640278                                            | Zniszczony podczas angielskiej wojny domowej. W mieście znajduje się tablica upamiętniająca krzyż. |
| Stamford (Lincolnshire) 52°39′22″N 0°29′37″W/52,656111 -0,493611                                            | Zniszczony między 1645 a 1745 r., zachowany jedynie mały fragment dekoracji rzeźbiarskiej (róża), obecnie znajdujący się w muzeum w Stamford. Na miejscu krzyża wzniesiono w 2008 r. nowoczesny pomnik.                                                                                    |
| Geddington (Northamptonshire) 52°26′15″N 0°41′07″W/52,437500 -0,685278                                      | Zachowany, praktycznie bez zmian (rekonstruowano jedynie schody u podstawy; brak krzyża na szczycie). |
| Hardingstone (Northamptonshire) 52°13′02″N 0°53′50″W/52,217222 -0,897222                                    | Zachowany, częściowo zrekonstruowany (wymieniono schody u podstawy, rekonstruowano część kamieniarki, obecny szczyt pochodzący z 1840 zastąpił prawdopodobnie znajdujący się tam pierwotnie krzyż).                                                                                        |
| Stony Stratford (Buckinghamshire) 52°03′32″N 0°51′24″W/52,058889 -0,856667 (koordynaty tablicy pamiątkowej) | Zniszczony podczas angielskiej wojny domowej, dokładna lokalizacja nieznana. W mieście znajduje się tablica upamiętniająca krzyż. |
| Woburn (Bedfordshire) 51°59′20″N 0°37′10″W/51,988889 -0,619444 (koordynaty przybliżone)                     | Zniszczony, dokładna lokalizacja nieznana. |
| Dunstable (Bedfordshire) 51°53′10″N 0°31′16″W/51,886111 -0,521111                                           | Zniszczony podczas angielskiej wojny domowej w 1643 r. Krzyż został upamiętniony przez nazwę centrum handlowego w mieście, na którego terenie znajduje się nowoczesna rzeźba przedstawiająca Eleonorę.                                                                                     |
| St Albans (Hertfordshire) 51°45′04″N 0°20′26″W/51,751111 -0,340556                                          | Zniszczony na początku XVIII w., na jego miejscu przez pewien czas istniała pompa. W 2. połowie XIX w. odkryto jego pozostałości. W mieście znajduje się tablica upamiętniająca krzyż. |
| Waltham, obecnie Waltham Cross (Hertfordshire) 51°41′09″N 0°01′59″W/51,685833 -0,033056                     | Zachowany, częściowo zrekonstruowany (w XIX w. przebudowywano częściowo środkową i najwyższą część pomnika, w latach 50. XX w. oryginalne rzeźby przedstawiające Eleonorę zastąpiono replikami – oryginały znajdują się w Muzeum Wiktorii i Alberta w Londynie).                           |
| Westcheap, obecnie Cheapside (Wielki Londyn) 51°30′51″N 0°05′41″W/51,514167 -0,094722                       | Kilkakrotnie rekonstruowany (m.in. w XV w. dodano do niego posągi Marii z Dzieciątkiem, św. Piotra i Edwarda Wyznawcy), wykorzystywany przy okazji licznych uroczystości miejskich, zniszczony w 1643 r. podczas angielskiej wojny domowej. Zachowane fragmenty trafiły do Muzeum Londynu. |
| Charing, obecnie Charing Cross (Wielki Londyn) 51°30′26″N 0°07′39″W/51,507222 -0,127500                     | Zniszczony w 1647 r. podczas angielskiej wojny domowej. W 1675 r. na jego miejscu wzniesiono pomnik króla Anglii i Szkocji Karola I Stuarta. W 1865 r., w nieco innym miejscu, ustawiono nowy krzyż według projektu Edwarda Barry’ego, nawiązujący do zniszczonego, lecz bardziej ozdobny. |

## Nawiązania
W XIX w. i na początku XX w. powstały w Anglii liczne neogotyckie pomniki w formie krzyży Eleonory. Należą do nich m.in. budowle w Ilam, Walkden, Sledmere (pełniący funkcję pomnika ofiar I wojny światowej) i Birkenhead (zbudowany dla uczczenia pamięci królowej Wiktorii). Do krzyży Eleonory nawiązał także George Gilbert Scott w pomniku Albert Memorial upamiętniającym księcia Alberta, męża królowej Wiktorii.